# Gare d'Anan
La gare d'Anan (阿南駅, Anan-eki) est une gare ferroviaire de la ville d'Anan, dans la préfecture de Tokushima au Japon. La gare est gérée par la JR Shikoku.

## Situation ferroviaire
La gare d'Anan est située au point kilométrique (PK) 24,5 de la ligne Mugi.

## Histoire
La gare d'Awa-Ikeda est inaugurée le 27 mars 1936. Le bâtiment voyageurs actuel date de 2003.

## Service des voyageurs

### Accès et accueil
La gare dispose d'un bâtiment voyageurs, avec guichet, ouvert tous les jours.

### Desserte
- Ligne Mugi :
  - voies 1 et 2 : direction Tokushima ou Awa-Kainan